# Gill Pinnacle
Gill Pinnacle är ett berg i Australien. Det ligger i kommunen Ngaanyatjarraku och delstaten Western Australia, omkring 1 500 kilometer nordost om delstatshuvudstaden Perth. Toppen på Gill Pinnacle är 923 meter över havet, eller 40 meter över den omgivande terrängen. Bredden vid basen är 1,6 km.
Trakten runt Gill Pinnacle är nära nog obefolkad, med mindre än två invånare per kvadratkilometer.. Det finns inga samhällen i närheten.
Omgivningarna runt Gill Pinnacle är i huvudsak ett öppet busklandskap. Genomsnittlig årsnederbörd är 382 millimeter. Den regnigaste månaden är januari, med i genomsnitt 77 mm nederbörd, och den torraste är augusti, med 1 mm nederbörd.